# 리서우신 (1892년)
리서우신(李守信, 1892년 7월 11일 ~ 1970년 5월 26일)은 몽강국 국가부주석 및 군벌 정치인(몽강국 상급 권력 2인자)을 지낸 중화인민공화국의 반공주의자이자 몽골 시민권자 신분을 지니었던 중화인민공화국 반체제 운동가였으며 예비역 만주국 육군 원수였다. 아명(兒名)은 리이(李義).

## 생애

### 어린 시절
청나라 네이멍구 자치구 바오터우의 몽골족 후예 귀족 가문에서 아버지 리타이후이(李太輝, 1837년 ~ 1918년)의 슬하 7남 3녀 중 막내이자 서출로 출생하였고 지난날 한때 후허하오터에서 잠시 유아기를 보낸 적이 있는 그는 이후 차하르 지방 시린궈러 맹 쑤니터 우기에서 성장하였다.
리서우신의 생모는 리타이후이의 세번째 측실(側室)이었으며 그 사이의 막내아들로 태어났다.
아버지 리타이후이(李太輝)가 청나라 말기 시대에 업무하였던 직업은 더왕 데므치그돈로브(德王 德穆楚克棟魯普)의 가노들을 지휘 및 지도 편달 담당하던 청나라 네이멍구 자치구 차하르 지방 시린궈러 맹 쑤니터 우기 지방의 덕왕부 집사였다.

### 청년기
그는 16세 때였던 1908년 6월 11일을 기하여 3년 연상녀 퉁기야 메이메이(佟佳 美梅, 1889년 ~ 1911년)와 결혼하였고 이듬해 1909년 3월 2일을 기하여 청나라 허베이성 베이징에 상경 직후 음서로 천거되어 청나라 하급 무관으로 등용되었으며 1911년 7월 20일을 기하여 결국 후사를 얻지 못한 채 부인 퉁기야 메이메이를 상배(喪配)하였고 이듬해 1912년 청나라 멸망 직후 몽골 육군에 투항하여 몽골 육군에 복무하다가 1919년 중화민국 육군에 다시 투항하여 1919년에서 1929년까지 중화민국 육군 장교 복무하였다.

### 중년기
1928년 중화민국 육군 준장 진급 이후 이듬해 1929년 중화대륙본토내몽골군을 창설하여 중화대륙본토내몽골군 준장 계급에 전격 편입, 이후 더왕 데므치그돈로브를 주군(主君)으로 모시며 그의 휘하에서 중화대륙본토내몽골군 예하 사령관 등을 지내던 가운데 1936년 중화대륙본토내몽골군 소장 진급, 이듬해 1937년 중화대륙본토내몽골군 중장 진급, 2년 후 1939년 몽강국 지상군 대장 진급하였으며 1년 후 1940년 몽강국 지상군 원수로 진급하였고 1941년 만주국 육군 원수 계급에 편입하였으며 1945년 3월 31일을 기하여 만주국 육군 원수 예편하였다.

### 만년기
예편 이후 몽강국 국방총장을 지내다가 1945년 8월 15일을 기하여 몽강국 멸망 직후 전범재판에 기소되었다가 석방된 이후 몽골 인민협상위원회 참의원(1947년 3월 20일 ~ 1949년 10월 3일)과 중국공산당 내몽골 인민위원회 참의원(1949년 10월 3일 ~ 1949년 10월 10일)을 거쳐 1949년 10월 10일부터 중화인민공화국 인민정치협상회의 전국위원(1949년 10월 10일 ~ 1950년 1월 3일)을 지내다가 1950년 1월 3일을 기하여 중화인민공화국 인민정치협상회의 전국위원 직위를 사퇴 이후 1950년 2월 10일을 기하여 중화인민공화국을 탈출하여 중화민국 타이베이 망명에 성공, 1950년 3월에는 중화인민공화국 국적을 포기하고 중화민국 국적을 취득하였으며 1950년 5월부터 1950년 8월까지 2개월간 중국 국민당 군사정훈교육위원 직위를 지내다가 이 직위도 사퇴하였고 이후 타이완을 탈출하여 일본과 홍콩과 마카오를 거쳐 중국공산당 당국 측의 감시망을 피한 도주 탈출에 가까스로 성공, 1950년 9월에 중화인민공화국 네이멍구 자치구 후허하오터로 귀환하여 자신의 어린 시절 일가족들이 거주하던 옛 사저촌에 은신하다가 1960년 8월에 몽골 인민공화국 울란 바토르로 건너간 직후 잠스랑긴 삼부(Жамсрангийн Самбуу) 당시 몽골 인민공화국 총통의 환대 섞인 특별 배려를 받아 중화민국 국적을 포기하고 몽골 인민 공화국 시민권을 취득하였으며 이후 1960년 9월부터 1964년 3월까지 몽골 인민협상위원회 행정위원 직위를 지내다가 사퇴 이후 1964년 4월 17일을 기하여 몽골 시민권자 신분으로 중화인민공화국 네이멍구 자치구 후허하오터 향리에 재귀환하였다.

### 사망
중공 내몽골 자치구 귀환 이후 중공 네이멍구 자치구 후허하오터에서도 여전히 몽골 시민권자 신분으로 거주하며 중공의 반공주의자와 중공 반체제 운동가로 활약하다가 1970년 5월, 네이멍구 자치구 후허하오터에서 만성 당뇨병으로 인하여 향년 78세로 별세하였다.